# Chiesa di San Bartolomeo a Molezzano
La chiesa di San Bartolomeo a Molezzano si trova nel comune di Vicchio.

## Storia e descrizione
In una bolla di Papa Pasquale II del 1103, si dice che il castrum di Molezzano era governato dai nobili Lombardi. Di esso ebbero il possedimento i vescovi di Firenze, quando Ubertino di Grimaldo da Molezzano, nel 1218, lasciò le sue proprietà al vescovo Giovanni da Velletri.
La chiesa risale al XII secolo e nel 1336 di essa faceva parte il popolo della chiesa di San Martino a Pagliariccio, andata distrutta. Anche la chiesa di San Bartolomeo a Molezzano nel 1536 fu quasi rovinata per un'alluvione, per cui fu ricostruita nel 1568 in un luogo più elevato. Dietro l'altare maggiore si conserva un dipinto che rappresenta l'Immacolata Concezione con San Bartolomeo, Zanobi, Francesco ed Andrea, opera di Jacopo Chimenti, detto l'Empoli, commissionata da Maria di Francesco Talducci, moglie del mercante ed aromatario Andrea di Bartolomeo Fiorelli ed eseguita nel 1587.